# Villeneuviella icadion
Villeneuviella icadion är en tvåvingeart som först beskrevs av Seguy 1953.  Villeneuviella icadion ingår i släktet Villeneuviella och familjen Rhiniidae. Inga underarter finns listade i Catalogue of Life.